# Ивонин, Денис Валерьевич
Денис Валерьевич Ивонин (род. 18 апреля 1999 года в г. Кирове) — российский игрок в настольный теннис, член национальной сборной России. Чемпион России по настольному теннису в одиночном разряде (2023). Пятикратный победитель Лиги европейских чемпионов в составе команды клуба настольного тенниса «Факел-Газпром» (2012, 2013, 2015, 2017, 2019). Мастер спорта России.
Денис Ивонин — правша, играет в атакующем стиле. По данным 2023 года использует основание Butterfly Viscaria c накладками Butterfly Dignics 09C и Butterfly Dignics 05 для игры справа и слева, соответственно.